# Leoti, Kansas
Leoti là một thành phố thuộc quận Wichita, tiểu bang Kansas, Hoa Kỳ. Năm 2010, dân số của xã này là 1534 người.

## Dân số
Dân số các năm:
- Năm 2000: 1598 người
- Năm 2010: 1534 người